# Fermí Santamaria i Molero
Fermí Santamaria i Molero (Tarifa, Cadis, 13 de novembre de 1954) és un polític català, alcalde de Llagostera entre 2007 i 2019.
Arribà a Catalunya el 1973 i esdevingué un empresari del transport implicat en diverses entitats del municipi. En concret, ha estat president del Patronat Municipal d'Esports, president del patronat de la Residència geriàtrica Josep Baulida, i col·laborador de la Cursa de Sant Esteve de Llagostera, de la Junta d'handbol i de la Festa de la Tercera Edat, així com president de l'Ampa i l'IES de Llagostera i del Casal Parroquial.
Militant de Convergència Democràtica de Catalunya des del 1979, fou regidor d'Esports (1979-1983) i Governació (1995-1999) a l'Ajuntament de Llagostera abans d'iniciar el seu primer mandat com a alcalde, el 2007. Les eleccions municipals del 2011 el tornaren a escollir amb 11 dels 13 regidors del municipi. També és el president de la comissió d'Interior i Seguretat i vicepresident de l'Associació Catalana de Municipis. Cada any va a Tarifa, on és conegut com el Machote, tal com va explicar al pregó de les festes de Tarifa del 2008.